# L'Enfant Jésus se blessant avec la couronne d'épines dans un paysage
L'Enfant Jésus se blessant avec la couronne d'épines dans un paysage – en espagnol El Niño de la Espina en un paisaje – est un tableau réalisé par le peintre espagnol Francisco de Zurbarán entre 1645 et 1650. Cette huile sur toile est une peinture chrétienne qui représente l'Enfant Jésus se tenant l'index de la main droite après s'être piqué avec la Sainte Couronne posée sur ses cuisses. Il est figuré vêtu de bleu, un livre sur le sol à ses pieds, devant un paysage où l'on remarque un pont. Depuis son acquisition en 2018, l'œuvre est conservée à la Fondation Bemberg, à Toulouse, en France.